# Paolo Savi
Paolo Savi [pàolo sávi], italijanski geolog in ornitolog, * 11. julij 1798, Pisa, Italija, † 5. april 1871, Pisa.
Savi velja za očeta italijanske geologije. Bil je profesor na Univerzi v Pisi, kjer je deloval že njegov oče Gaetano Savi, botanik. Sprva je predaval zoologijo, nato pa še geologijo.
Po njem se imenujeta trstni cvrčalec (znanstveno ime Locustella luscinioides, angleško Savi's Warbler) in savijev netopir (znanstveno ime Hypsugo savii).